# Buisbloem

Schets van een buisbloem
A = vruchtbeginsel,
B = tot buis vergroeide kroon
met aan de top vier à vijf slipjes,
C = helmhokjes,
D = stijl met stamper

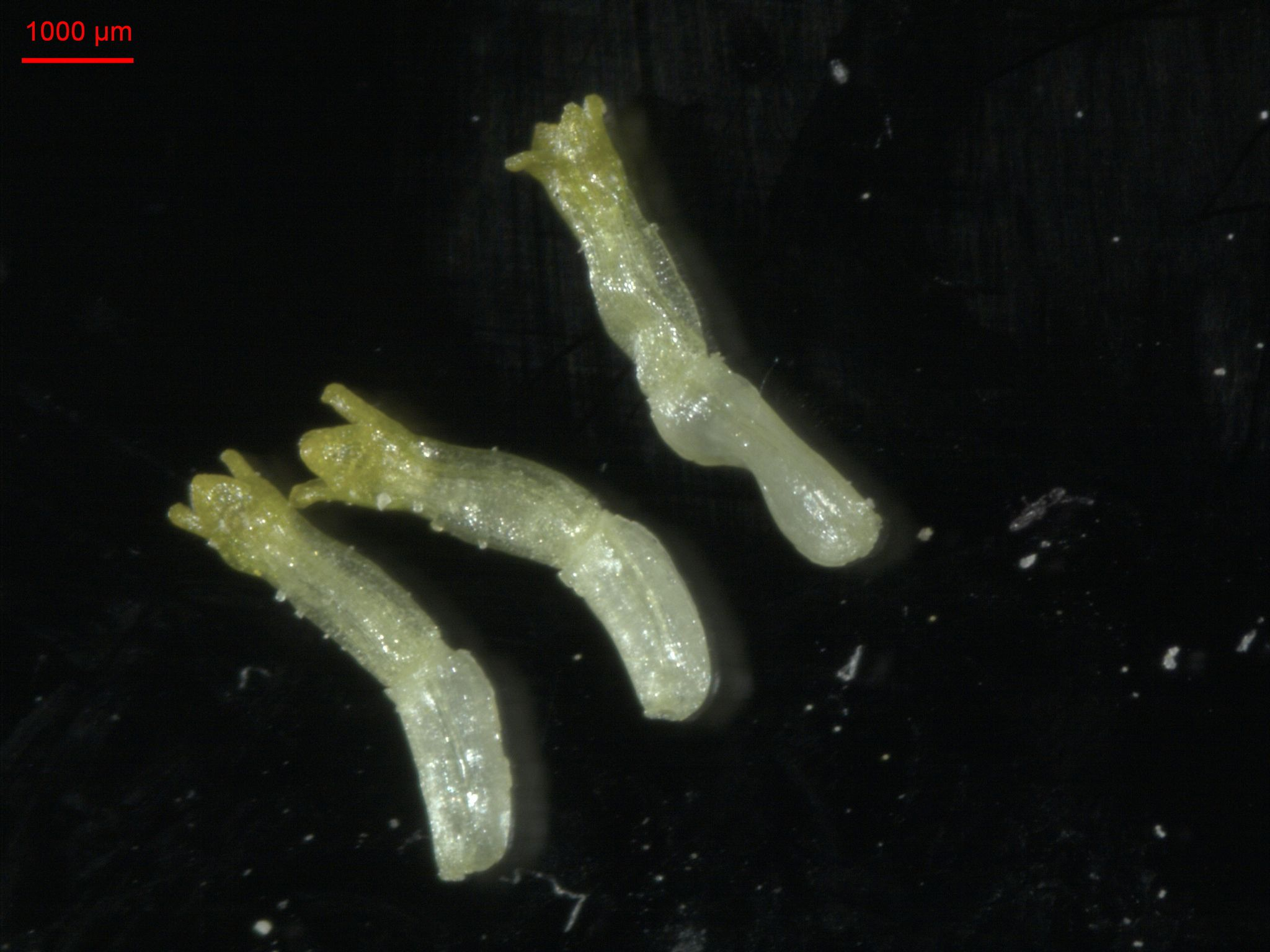
Buisbloemen van schijfkamille

Een groot aantal composieten heeft een bloemhoofdje met gele middelste bloemen (een geel "hart") en soms anders gekleurde krans van lintbloemen aan de rand van het hoofdje. Voorbeelden zijn de gewone margriet en het madeliefje. Het gele "hart" van een dergelijk bloemhoofdje bestaat uit buisbloemen of schijfbloemen, waarvan de kroon vergroeid is tot een buis. De buisbloemen zijn actinomorf: veelzijdig symmetrisch. Er bestaan echter ook composieten waarvan het bloemhoofdje bestaat uit alleen buisbloemen; van de in Nederland inheemse flora is dat ongeveer een derde.

## Alleen buisbloemen
Hierbij een aantal voorbeelden van planten die alleen buisbloemen hebben:
- Boerenwormkruid
- Goudknopje
- Klein kruiskruid
- Schijfkamille
- Veerdelig tandzaad

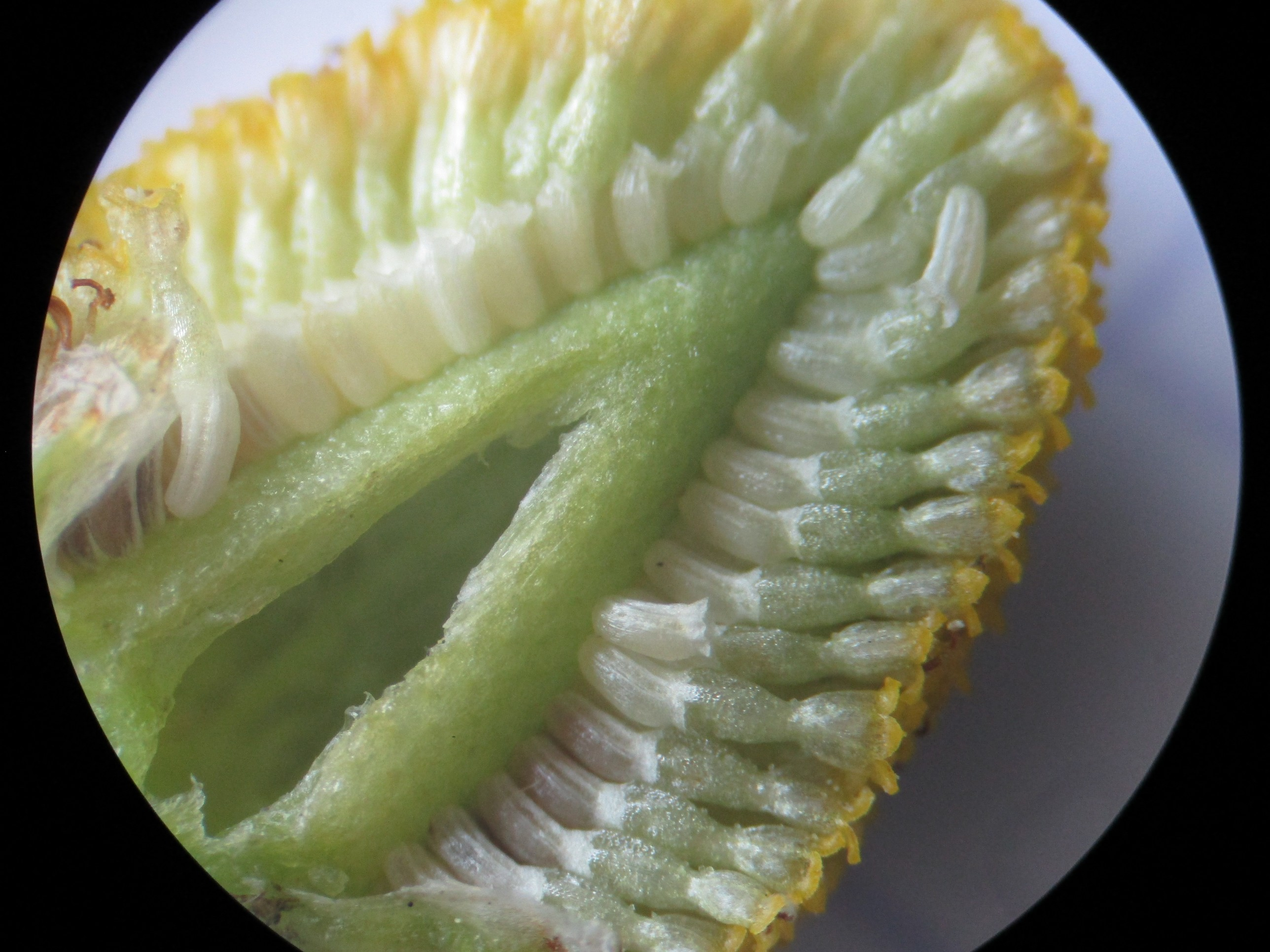
Hoofdje met buisbloemen van echte kamille
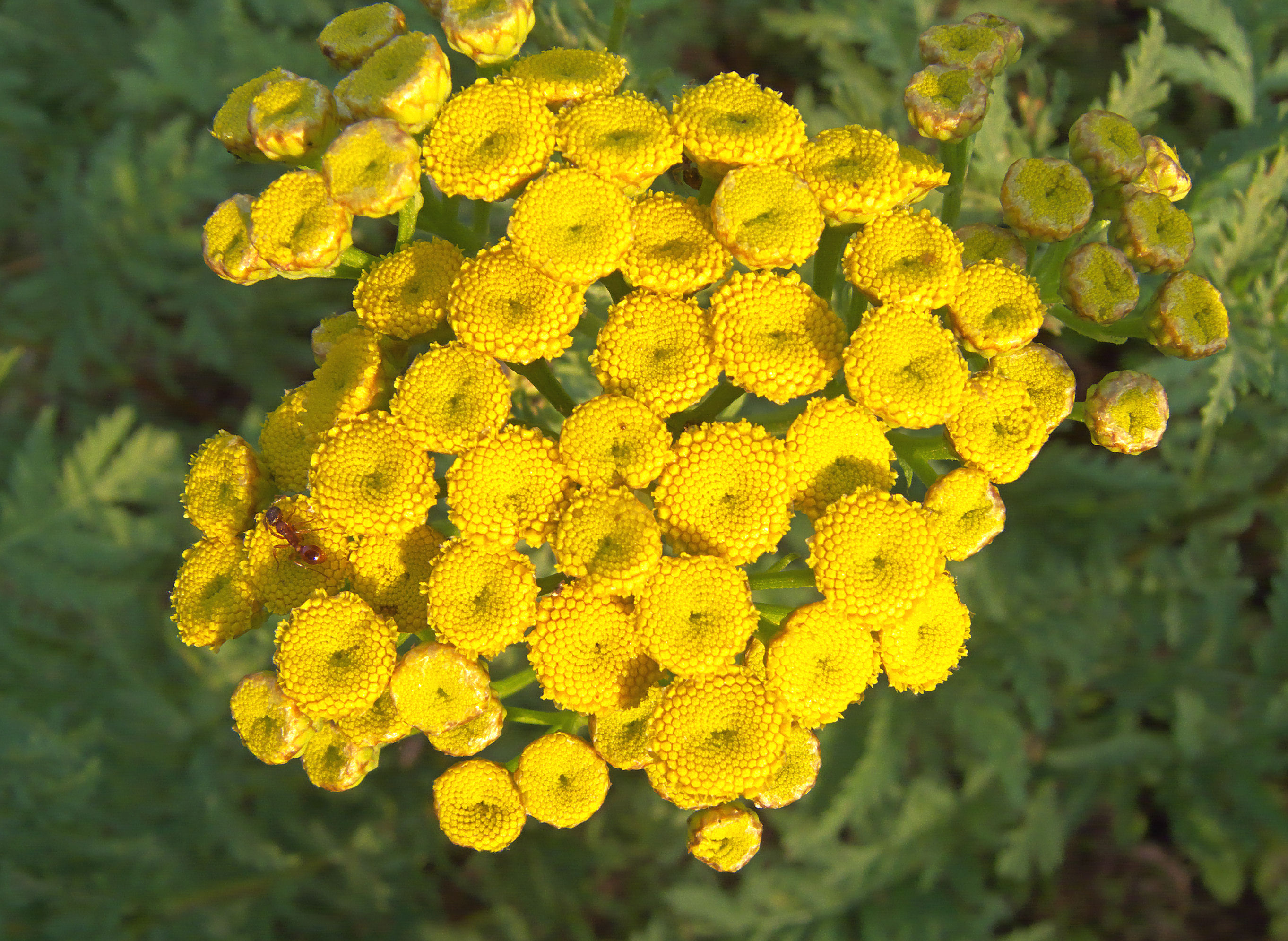
Hoofdje met buisbloemen van boerenwormkruid
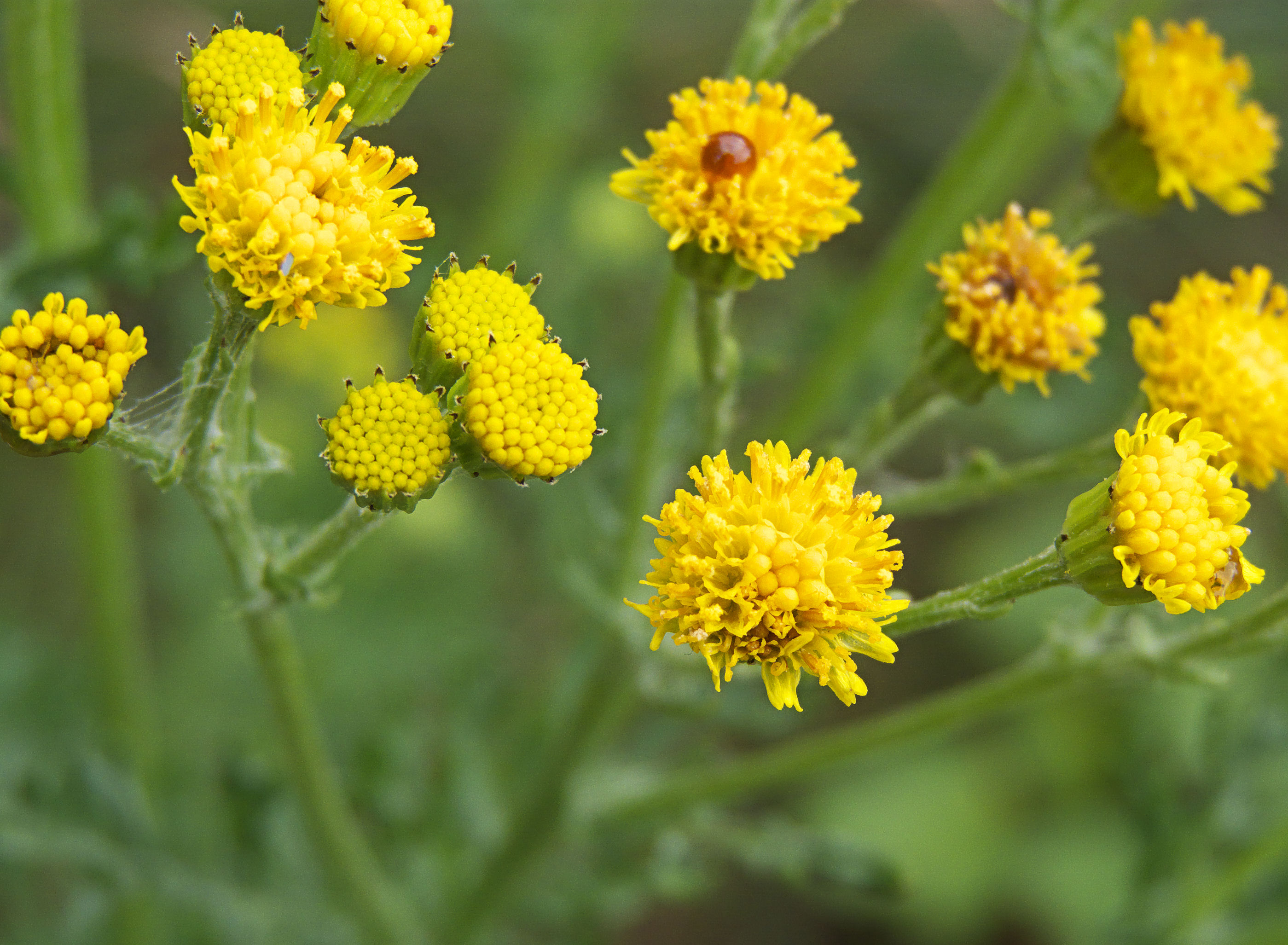
Hoofdje met buisbloemen van Jakobskruiskruid
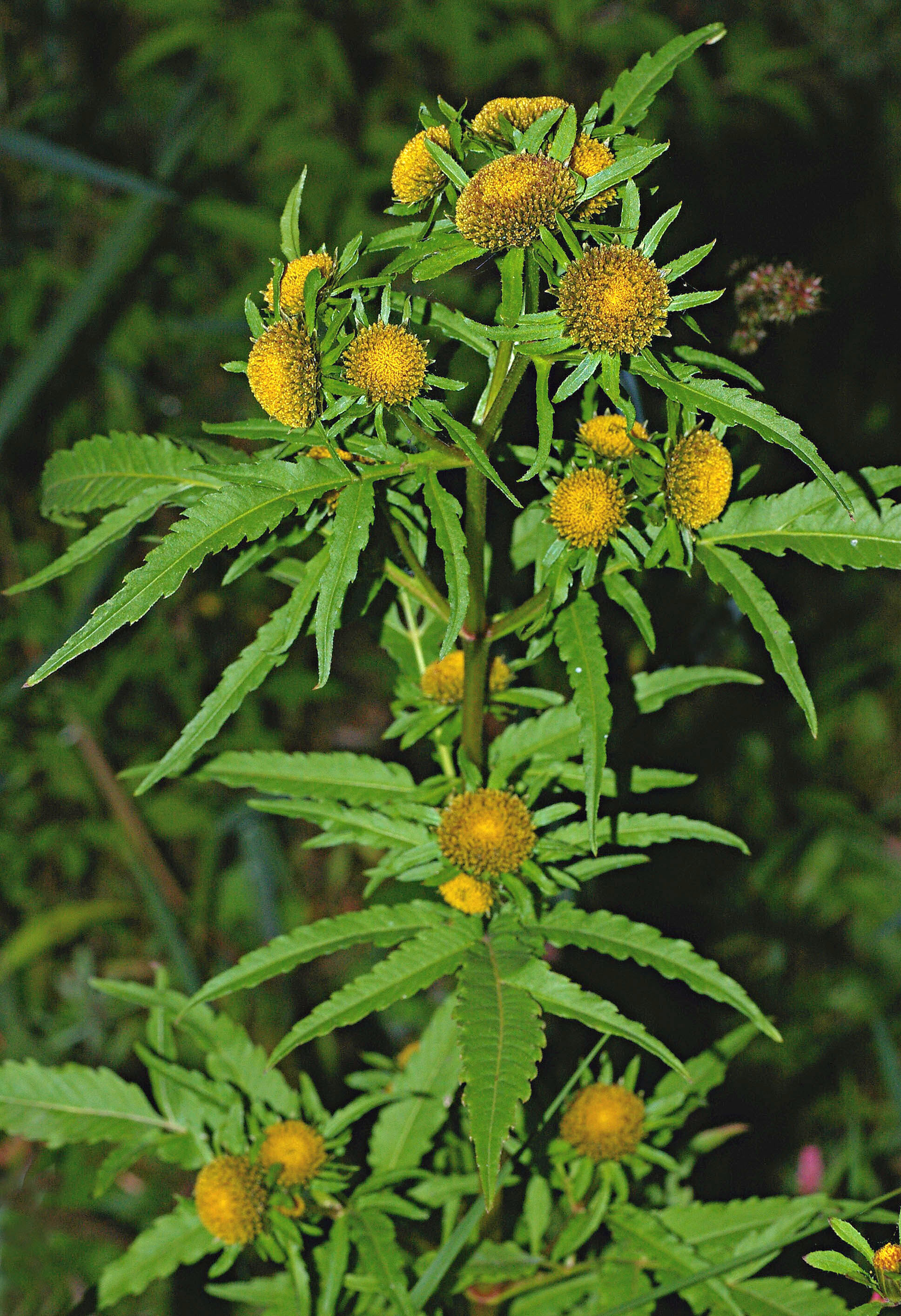
Hoofdje met buisbloemen van riviertandzaad
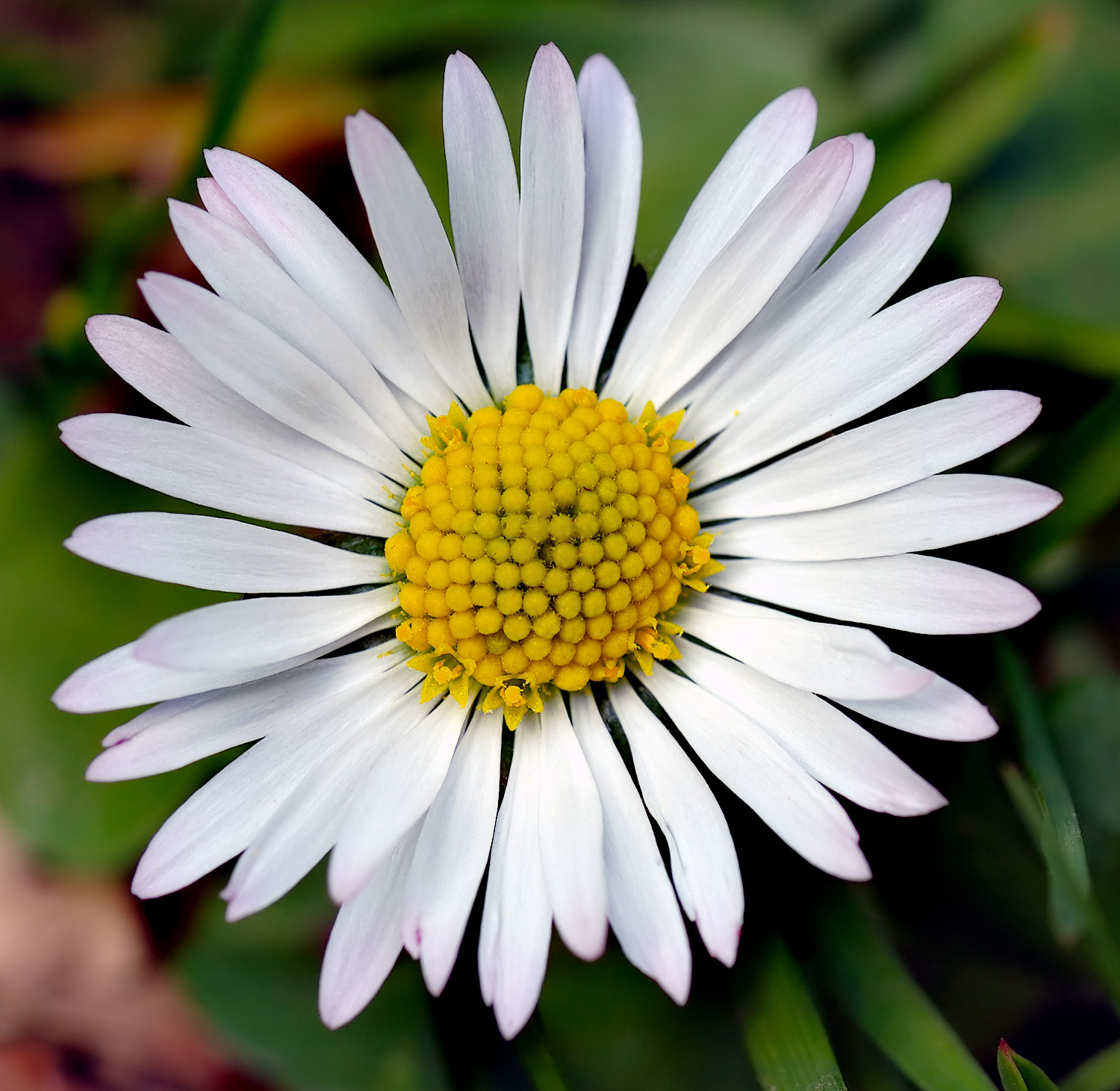
Madeliefje met een hart van buisbloemen en een rand van straalbloemen
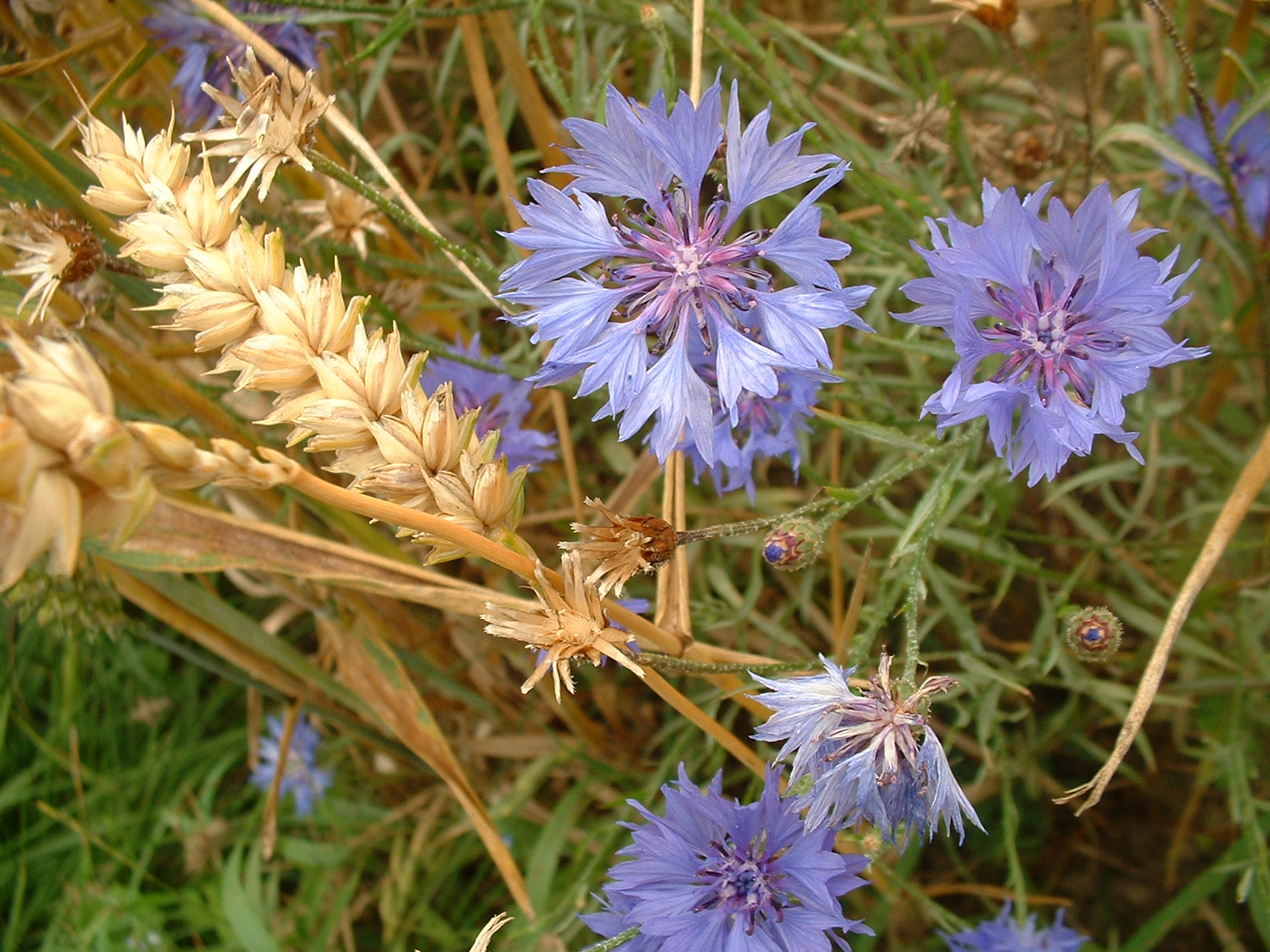
Korenbloemen met alleen buisbloemen
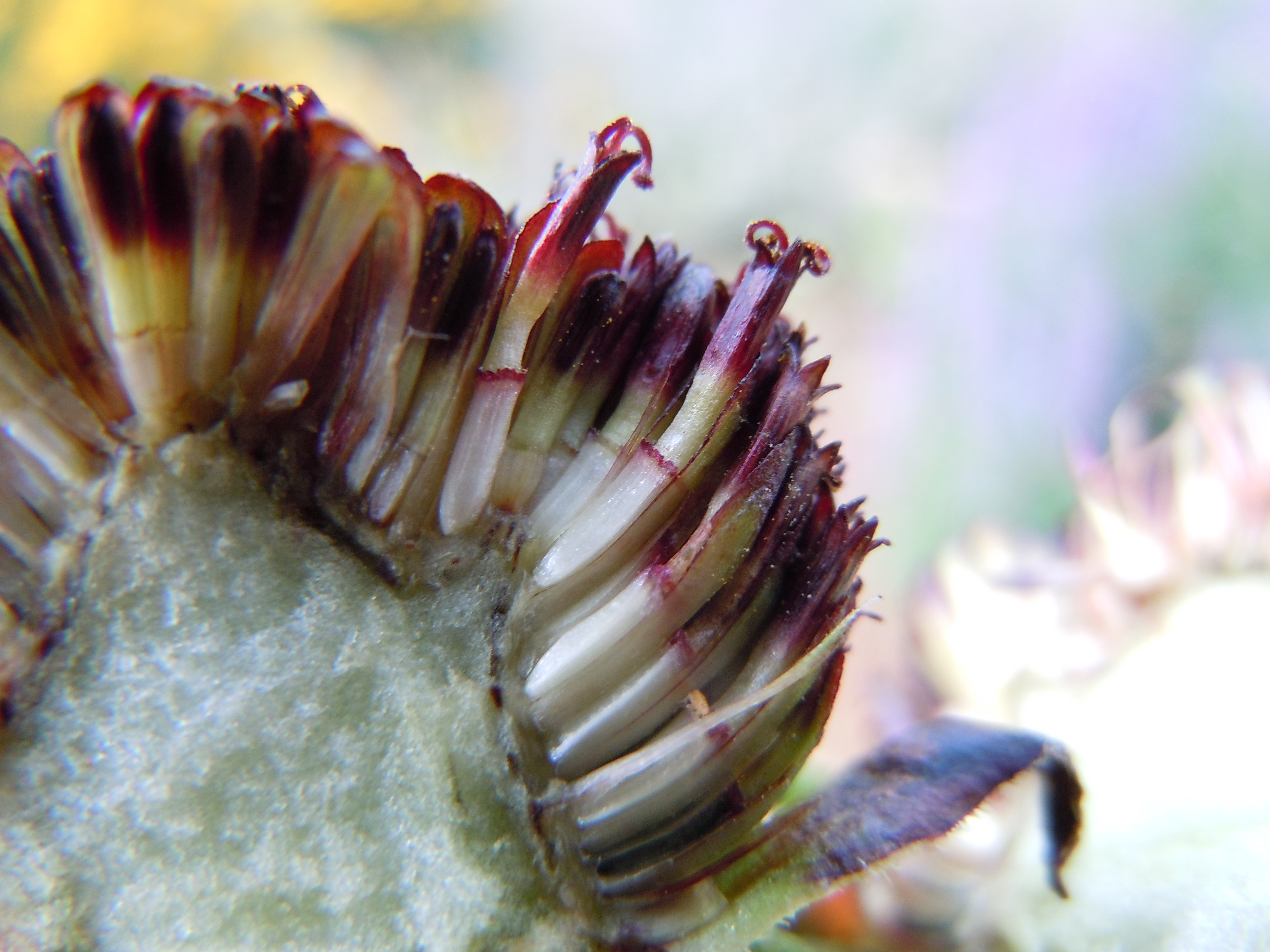
Buisbloemen van ruige rudbeckia